# 高野龍神スカイライン

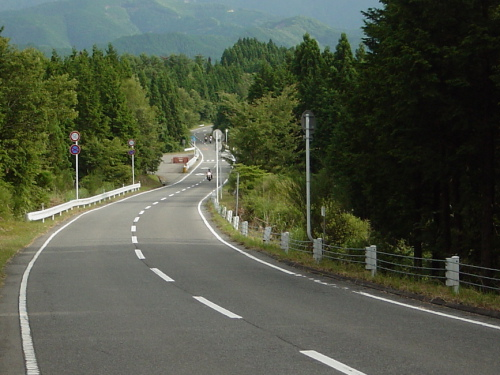
高野龍神スカイライン沿線風景

高野龍神スカイライン（こうやりゅうじんスカイライン）は、起点を和歌山県伊都郡高野町奥の院交差点、終点を田辺市龍神村（旧・日高郡龍神村）とする延長42.7キロメートル (km) の道路。かつては一般有料道路であったが、2003年に無料開放され、国道371号の一部区間となっている。

## 概要
紀伊半島の高野山から和歌山県第2位の高峰・護摩壇山を経て龍神温泉に至る、和歌山県と奈良県の県境の1000メートル (m) 級の尾根に沿って延びる観光有料道路として1980年開通した。全長は約43キロメートルあり、2003年に無料開放された現在は、一般国道371号の一部として「高野龍神スカイライン」の愛称で親しまれている。
全線にわたって眺望が良いわけではないが、紀伊半島西側の山岳地帯を走る道路の所々から紀州の山々を眺望できる景観は優れている。適度なアップダウンと幾重にもカーブが折り重なることから、2003年の無料開放後はドライブ・ツーリングの名所として、交通量は増大した。特に紅葉のシーズンには観光客であふれ、車が数珠つなぎとなる。
なお、この道路は和歌山県では最高標高付近の尾根筋を削って作られたものであるだけに、周辺の自然環境への影響が大きかった。特に護摩壇山のブナ林はその道路沿いから枯死を広め、現在では沈静化しているものの、予断は許さない状況にある。
冬場の例年12月中旬から3月下旬にかけて、オートバイでの通行が禁止される。

## 歴史
1980年（昭和55年）7月21日、和歌山県道路公社が管理する一般有料道路として供用開始。道路の一部は奈良県にも跨っているが、奈良県内の区間も含めて和歌山県道路公社が管理していた。2003年（平成15年）10月1日に和歌山県が道路公社の債務残額を一括返済し、一般国道371号の一部として無料開放された。その背景としては、開通から一度も黒字化せず、その目処も立たなかったということも挙げられるが、来たる「紀伊山地の霊場と参詣道」の世界遺産登録に備えて、観光バス、マイカーが自在に高野山と熊野三山を往来できる無料道路を確保するという理由が主たるものである。

### 年表
- 1980年（昭和55年）7月21日：一般有料道路として供用開始。
- 2003年（平成15年）10月1日：一般国道371号の一部として無料開放[7][8]。
- 2023年（令和5年）9月22日：大雨により高野町大滝でのり面が崩落し全面通行止めとなる[9]。

### 有料道路時代の通行料金
ここに記述しているものは無料開放される直前当時の通行料金である。無料開放後の現在は以下の料金は発生しない。
- 普通車：2,090円（A区間：1,150円、B区間：940円）
- 二輪車：1,460円（A区間：850円、B区間：610円）

## 路線状況

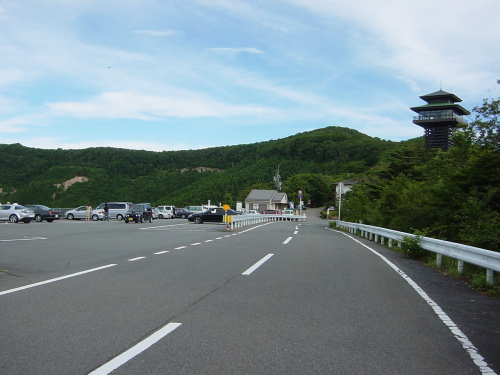
護摩壇山とごまさんスカイタワー

標高が1,000 m以上と高いこともあって、冬には根雪がある上路面凍結が多発するため12月中旬から翌年3月下旬にかけて昼間タイヤチェーン着用の冬季通行規制（バイクは通行止となる）・夜間（午後5時から翌朝7時）通行止め規制が行われる。
道路線形は、ヘアピンカーブや高速コーナー、アップダウンが多彩で、路面状態も良く、走り応え十分なロング・ワインディングロードであると評されている。そのため休日には、ドライブやツーリングで訪れる観光客が絶えない。さらに、標高差があるところでは季節の変わり目に変化する沿線の木々の彩の変化が美しいことで知られており、これを目当てに春から秋までドライブやツーリングを楽しむ人々で交通量は多めで、特に紅葉シーズン中の休日には渋滞する。ルート中間付近にある道の駅 田辺市龍神ごまさんスカイタワーには、護摩木をイメージした高さ33 mの「ごまさんスカイタワー」があり、紀伊山地の山々を一望できる休憩スポットとして知られている。

### 道路施設
- 道の駅田辺市龍神ごまさんスカイタワー
- 道の駅龍神

## 地理
山深い紀伊山地の奈良・和歌山の県境付近を南北方向に針葉樹の原生林の中を走り、山岳地のなかにありながら尾根筋の道路に急峻さはほとんどない。秋は紅葉や、早朝に雲海も見ることもできる。沿線にある霊峰の高野山は、「紀伊山地の霊場と参道道」として世界遺産に登録されている、高野山真言宗の総本山である。区間の起終点付近は、急峻なワインディングロードが続き、中間部分は北から高野山・白口峰・護摩壇山と、標高1000 m前後の山々が道路沿いに続き、右に左にと紀伊山地の山々を眺める展望の良さに定評がある。南には、美人の湯とうたわれる龍神温泉がある。

### 通過する自治体
- 和歌山県
  - 伊都郡高野町
  - 伊都郡かつらぎ町
  - 有田郡有田川町
  - 田辺市
- 奈良県
  - 吉野郡野迫川村

尾根筋を走るため、野迫川口交差点 - 護摩壇山付近にかけて何度も県境を跨いでいる。

### 沿線
- 高野山
- 護摩壇山
- 龍神温泉
- 熊野古道小辺路 - 本道路の建設により一部が損ねられた
- 箕峠